# Contea di Wencheng
La contea di Wencheng (文成县S, Wénchéng XiànP) è una delle cinque contee nella prefettura della città di Wenzhou in Cina, situata nella provincia dello Zhejiang.
Fondata nel 1946, la contea prende il nome da Wenchenggong, il titolo postumo attribuito al ministro Liu Ji (1311-1375), che era originario della zona. Il suo territorio montuoso l'ha resa povera e isolata per secoli, il ché ha causato un grande fenomeno di emigrazione, soprattutto verso l'Italia. Tuttavia, la graduale valorizzazione del patrimonio naturalistico e la costruzione di nuove strade ha permesso una grande crescita del turismo, che è la principale attività trainante dell'economia locale.

## Monumenti e luoghi di interesse
Wencheng è circondata da un'area turistica di 8 sentieri antichi montani risalenti alle dinastie Yuan e Ming. Questi sentieri sono fiancheggiati da alberi di acero e sono lunghi in media 5 km, lastricati in pietra o con gradini in pietra. Lungo i sentieri sono siti dei padiglioni di riposo, delle case da tè, dei piccoli templi, alcuni ponti di pietra e steli commemorative. Un tempo uniche vie di comunicazione con i villaggi esterni, questi sentieri sono oggi percorsi solo da una piccola parte della popolazione locale.
Nel villaggio di Wuyang è sita la casa natale di Liu Ji, stratega militare e geomante fondamentale per l'instaurazione della dinastia Ming. Nelle vicinanze si trova l'Accademia Wuyang Shuyuan, dove il ministro compì i suoi primi studi. A Liu Ji è dedicato un tempio in legno con due archi commemorativi eretto nel 1459, il quale è sito nella località di Nantian, a sud di Wuyang.